# مترو أنقرة

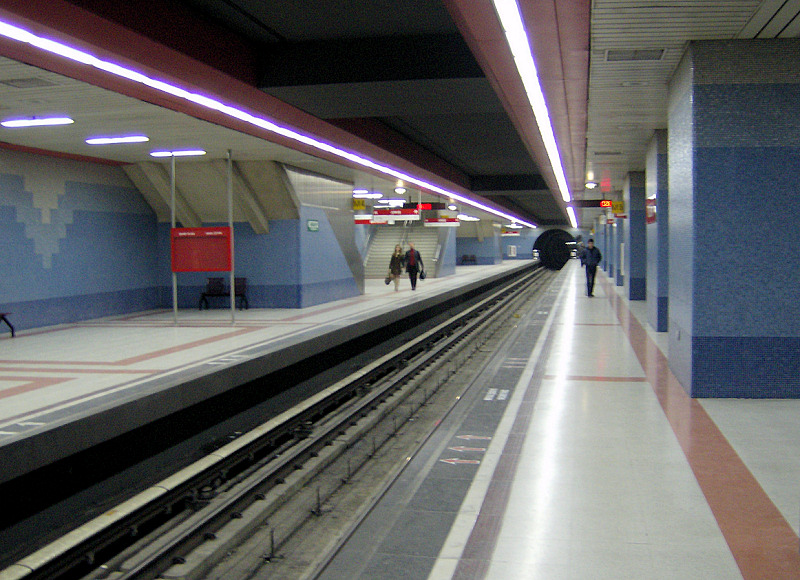
محطة مترو كيزيلاى

فإن أنقرة مترو (بالتركية: Ankara Metrosu)‏ هو النقل السريع نظام خدمة أنقرةعاصمة تركيا. في الوقت الحاضر، أنقرة نظام النقل السريع يتكون من اثنين من خطوط مترو – على (M1) و الجديد (M4) خط افتتاحه في عام 2017 ، جنبا إلى جنب مع السكك الحديدية الخفيفة خط أنقراوي. على M1 و M4 خطوط معا نقلها 104.1 مليون مسافر في عام 2014. الذي يتوافق مع الركاب حوالي 289,155 في اليوم الواحد.
في شباط / فبراير عام 2019 جميع الخطوط التي تستخدم لتشغيل M1, M2 و M3 تم دمج لإنشاء خط واحد، M1.
لم يتم فتح رابط كيزيلاى إلى مركز أتاتورك الثقافي في M4 ولا يزال قيد الإنشاء. أيضا، خط إضافي (حوالي 25   كم من الوقت) بين رأس البئر ومطار إيسينبوجا الدولي في مراحل التخطيط وستشكل المرحلة التالية من التوسع في المترو.

## روابط خارجية
- أنقراوي - الموقع الرسمي (in Turkish)
- خريطة الشبكة
- مترو أنقرة في UrbanRail.net